# Walther Fischer (Mediziner)

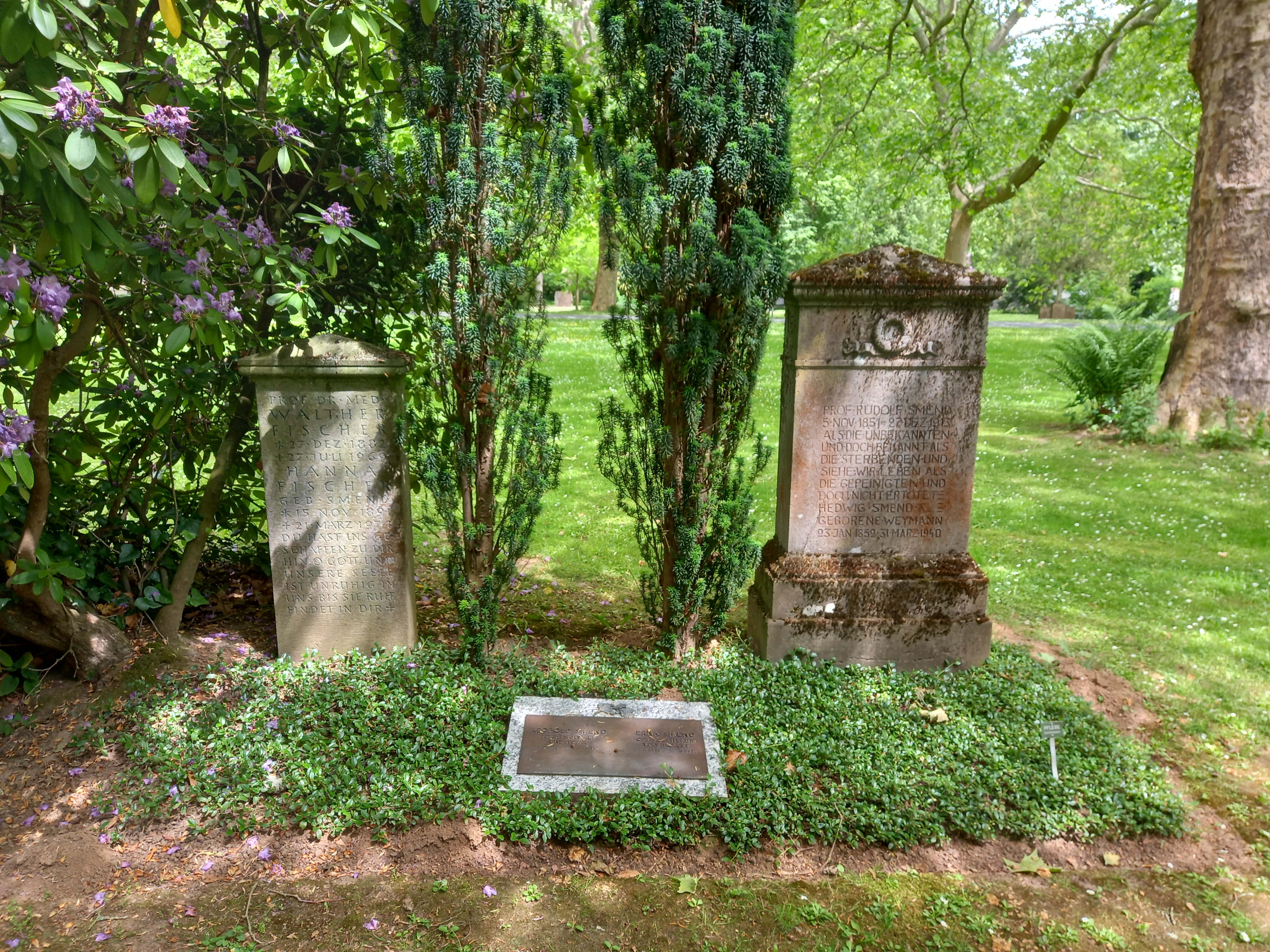
Das Grab von Walther Fischer und seiner Ehefrau Hanna geborene Smend (links) im Familiengrab Smend auf dem Stadtfriedhof Göttingen

Walther Fischer (* 27. Dezember 1882 in Stuttgart; † 27. Juli 1969 in Göttingen) war ein deutscher Pathologe und Rechtsmediziner.

## Leben
Walther Fischer, Sohn des Germanisten Hermann Fischer, besuchte (wahrscheinlich) das Uhland-Gymnasium Tübingen. Nach dem Abitur diente er als Einjährig-Freiwilliger sechs Monate beim 10. Württembergischen Infanterie-Regiment Nr. 180. immatrikulierte er sich 1900 an der Eberhard Karls Universität Tübingen für Medizin. Im Sommersemester 1900 schloss er sich der Akademischen Verbindung Igel zu Tübingen an. Er wechselte an die Universität Leipzig und die Christian-Albrechts-Universität zu Kiel. 1906 wurde er in Tübingen zum Dr. med. promoviert. 1907 leistete er die zweite Hälfte seines Militärdienstes ab.
1911 habilitierte er sich in Göttingen, während er zwischen 1907 und 1913 als Assistent an den Pathologischen Instituten der Albertus-Universität Königsberg, der Universität Tübingen, der Albert-Ludwigs-Universität Freiburg und der Georg-August-Universität Göttingen tätig war. Ab 1913 lehrte Fischer sechs Jahre als Privatdozent an der Deutschen Medizinschule für Chinesen in Shanghai, der Vorläuferin der Tongji-Universität. 1919 wurde er als Professor für Pathologie an die Universität Göttingen berufen.
1920/21 war er kommissarischer Direktor des Pathologischen Instituts der Rheinischen Friedrich-Wilhelms-Universität Bonn. 1922 folgte er dem Ruf auf ihren Lehrstuhl für Pathologie. Schon im nächsten Jahr wechselte er in gleicher Funktion
an die Universität Rostock. Für das akademische Jahr 1926/27 wurde er zum Rektor der Universität gewählt. In seiner Rektoratsrede am 27. Februar 1926 befasste er sich mit den Krankheitsanschauungen der Romantik. 1927/28 war er Prorektor und 1928/29 Dekan. 1940 zum Direktor des Rostocker Museums für gerichtliche Medizin bestellt, diente er im Zweiten Weltkrieg von 1940 bis 1945 als Oberfeldarzt bei der Wehrmacht.
Nachdem er 1945/46 wieder Dekan in Rostock gewesen war, ging er 1946 an die Friedrich-Schiller-Universität Jena, wo er schon 1938 die Pathologisch-anatomische Anstalt vertretungsweise geleitet hatte. 1947 wurde er in Jena auch Direktor des  Gerichtsmedizinischen Instituts. Nach seiner Emeritierung 1953 war er einige Jahre wissenschaftlicher Mitarbeiter beim Volkseigenen Betrieb Jenapharm.

## Ehrungen
- Ehrendoktor der Universität Rostock (1952)
- Mitglied der Deutschen Akademie der Naturforscher Leopoldina (1952)
- Mitglied der Akademie der Wissenschaften der DDR (1955, 1969)
- Hervorragender Wissenschaftler des Volkes (1957)
- Dr. med. dent. h. c. der Universität Rostock (1965)
- Ehrenmitglied der Vereinigung Nordwestdeutscher Chirurgen
- Ehrenmitglied der Ungarischen Stomatologischen Gesellschaft (1965)

## Veröffentlichungen
- 1927 Die Ausbildung des Mediziners, Eine vergleichende Untersuchung von Abraham Flexner New York. Ins Deutsche übertragen. Verlag Julius Springer, Berlin
- mit Werner Gerlach und Georg B. Gruber: Verdauungsdrüsen, 2 Teile. Berlin 1929. (= Bd. 5 Handbuch der speziellen pathologischen Anatomie und Histologie)
- als Hrsg. mit Franz Büchner: Beiträge zur pathologischen Anatomie und allgemeinen Pathologie. Jena.
- Krebsfragen. Zur Ätiologie, Pathogenese, Diagnostik, Heilung und Prophylaxe des Krebses. Jena 1949.
- mit Georg B. Gruber: Fünfzig Jahre Pathologie in Deutschland. Ein Gedenkbuch zum 50 jährigen Bestehen der Deutschen Pathologischen Gesellschaft (1897–1947). Stuttgart 1949.
- mit Ilse Kühl: Geschwülste der Laboratoriumsnagetiere. Dresden, Leipzig 1958.